# 両岸経済協力枠組協議
両岸経済協力枠組協議（りょうがんけいざいきょうりょくわくぐみきょうぎ、海峡兩岸經濟合作架構協議、Economic Cooperation Framework Agreement、略称ECFA）は、中華民国（台湾）と中華人民共和国（中国）が締結した実質的な自由貿易協定（FTA）である。日本では中台経済協力枠組み協定と呼ばれることもある。

## 概要
2005年4月、連戦国民党主席が訪中して胡錦濤中国共産党総書記と会談した際に蕭万長の提唱した両岸共同市場（一中市場、大中華経済圏）を目指すことで合意。
2009年5月26日、胡錦濤中国共産党総書記と呉伯雄中国国民党主席の中台トップ会談で協議開始を合意。海峡両岸関係協会（中国側の窓口機関）と海峡交流基金会（台湾側の窓口機関）による協議を経て、2010年6月29日、中国・重慶市で正式に締結された。
2010年8月、台湾の立法院における審議が終了し（民主進歩党の修正動議は否決）、9月12日に発効した。中国側が石油化学製品や自動車部品など539品目、台湾側が267品目の合計806品目、貿易額で計約167億ドル（約1兆5000億円）分の関税について、2011年1月、2012年1月、2013年1月の3段階に分けて実施される。
ECFAは元々、2008年総統選に当選した馬英九（国民党）が目玉の経済政策として掲げていたものである。背景には、2010年にASEAN自由貿易地域（AFTA）でASEANとFTAを結んだ中国などを巻き込んでアジアに巨大な経済圏（東アジア地域包括的経済連携など）が築かれつつある一方、台湾は当時国交のある中米5カ国という地理的に遠い他国としかFTAを結べてない状況にあり、台湾経済の辺境化・孤立化に対する危機感があった。ECFA締結には、民進党や台湾団結連盟など野党が反対した。その理由は、中国本土・香港経済連携緊密化取決めや中国本土・マカオ経済連携緊密化取決めとの類似性から、香港やマカオのように「台湾が中国に併呑される」との懸念や台湾国内の農業や中小企業へのダメージなどである。野党は「ECFA締結にあたり、国民投票を実施すべきである」と主張し、署名活動を展開した。ECFA締結直後に台湾政府が実施した世論調査によると、61.1％がECFAの協議に「満足」と回答したという。
ECFA締結を契機に国交のないシンガポールやニュージーランドともFTA交渉が始まって締結され、台湾側は同じく国交のない日本やアメリカなどとのFTA締結に意欲をみせているが、ニュージーランドやシンガポールは先に中国とFTAを結んでおり、中国側は台湾との政治協議を開始させ将来的な国家統一を目指す構えだった。しかし、台湾側の馬英九政権は政治協議の具体的な日程を未定としている。ECFAはあくまでFTAの早期実施に過ぎず、完成度を高めるため交渉を重なる必要がある。第八回中華民国立法委員選挙と2012年中華民国総統選挙の結果次第ではECFAに反対した民進党が政権を獲得する可能性もあったが、結果は国民党が勝利して馬英九が再選した。
民進党は、伝統的に中国本土との関係に慎重な立場を取っており、ECFAに対しても当初から批判的な姿勢を示してきた。同党は、ECFAが台湾の主権を損なう可能性があると懸念し、協定締結当初から反対の声を上げていた。
しかし、2016年に民進党が政権を獲得してから2025年現在に至るまで、ECFAは破棄されていない。この背景には、複数の要因がある。第一に、経済的影響の大きさがある。ECFAにより多くの台湾製品が中国市場で関税優遇を受けており、特に中小企業や伝統産業にとっては重要な経済的利益をもたらしているため、協定を破棄すればこれらの業者に深刻な影響を与えると考えられている。第二に、台湾の国際的立場がある。台湾は多くの国と正式な外交関係を持たず、自由貿易協定の締結先も限られる中で、既存の国際的経済協定の維持は極めて重要とされている。このため、民進党政権は、両岸の自由貿易協定を批判していながらECFAを破棄していない。

## 参考資料
- 交流協会による情報提供（2011年4月22日）
- 交流2010年7月号（発行交流協会）　協定の日本語訳を掲載
- 中華民国経済部国際貿易局によるQ&A（2009年4月2日）年
- 中華民国・尹啓銘経済部長による説明（2009年3月4日）
- 台湾のWTO等加盟状況（JERTO）
- ASEANのFTA（JETRO、2008年4月作成資料）

## 関連事項
- 台湾問題
- 国共合作
- 中台関係
- ひまわり学生運動
- 海峡両岸サービス貿易協定